# Tadeusz Byliński
Tadeusz Stefan Byliński (ur. 13 października 1891 w Noworadomsku, zm. 7 lipca 1944 pod Białymbłotem) – podpułkownik kawalerii Wojska Polskiego, kawaler Orderu Virtuti Militari.

## Życiorys
Urodził się 13 października 1891 w Noworadomsku, w rodzinie Mieczysława i Zofii z Poplińskich. Uczestniczył w I wojnie światowej. Po odzyskaniu niepodległości przez Polskę został przyjęty do Wojska Polskiego. Brał udział w wojnie polsko-bolszewickiej w stopniu rotmistrza kawalerii w szeregach 2 pułku ułanów Grochowskich, a za swoje czynny wojenne otrzymał order Virtuti Militari. 3 maja 1922 został zweryfikowany w stopniu majora ze starszeństwem z dniem 1 czerwca 1919 i 109. lokatą w korpusie oficerów jazdy (od 1924 – kawalerii), a jego oddziałem macierzystym był nadal 2 puł w Suwałkach. W 1923 był komendantem kadry szwadronu zapasowego, a w 1924 kwatermistrzem pułku). 12 kwietnia 1927 został mianowany podpułkownikiem ze starszeństwem z dniem 1 stycznia 1927 i 16. lokatą w korpusie oficerów kawalerii. W 1927 został przeniesiony do 16 pułku ułanów Wielkopolskich w Bydgoszczy na stanowisko zastępcy dowódcy pułku. 22 marca 1929 został przesunięty na stanowisko dowódcy pułku. 23 marca 1932 został przeniesiony na stanowisko Rejonowego Inspektora Koni w Brześciu. Z dniem 28 lutego 1934 został przeniesiony z dyspozycji dowódcy Okręgu Korpusu Nr IX w stan spoczynku z równoczesnym przydziałem ewidencyjnym do Oficerskiej Kadry Okręgowej Nr IX.
Podczas II wojny światowej i trwającej okupacji niemieckiej był jednym organizatorów Armii Krajowej w Wyszkowie, która podporządkowana była komendantowi Obwodu Radzymin AK. Był członkiem delegatury Rady Głównej Opiekuńczej w Wyszkowie. Uczestniczył w szkoleniu późniejszych uczestników powstania warszawskiego.
Został rozstrzelany 7 lipca 1944 przez Niemców pod Białymbłotem (obecna gmina Brańszczyk). Został pochowany na cmentarzu na Nadgórzu w Wyszkowie.
Od 1922 jego żoną była Romana z Leskich h. Gończy (1897–1976), z którą miał synów Jerzego (1925–1944) i Józefa (1927–1944), którzy polegli w powstaniu warszawskim.

## Ordery i odznaczenia
- Krzyż Srebrny Orderu Wojskowego Virtuti Militari
- Krzyż Walecznych (czterokrotnie)
- Złoty Krzyż Zasługi (10 listopada 1928)[18]
- Medal Zwycięstwa (Médaille Interalliée)